# 2883 Barabasov
A 2883 Barabasov (ideiglenes jelöléssel 1978 RG6) a Naprendszer kisbolygóövében található aszteroida. Nyikolaj Sztyepanovics Csernih fedezte fel 1978. szeptember 13-án.